# 늙은 음악가
《늙은 음악가》(프랑스어: Le Vieux Musicien, 영어: The Old Musician)는 프랑스의 화가 에두아르 마네가 1862년에 캔버스에 그린 유화로, 그가 스페인 미술의 영향을 받았던 시기에 제작되었다. 또한 이 그림은 귀스타브 쿠르베의 영향도 드러내고 있다. 이 작품은 마네의 가장 큰 그림 중 하나이며 현재 워싱턴 DC에 있는 내셔널 갤러리 오브 아트에 소장되어 있다.

## 설명
이 작품에는 어린 소녀에게 안겨있는 아기를 포함하여 총 7명의 인물이 묘사되어 있다. 바이올린을 연주할 준비를 하고 있는 중앙의 늙은 음악가는 지역 집시 밴드의 리더인 장 라그르네(Jean Lagrène)이다. 왼쪽에는 아기를 안고 서 있는 어린 소녀와 두 어린 소년이 있다. 배경에서 실크해트를 쓴 남자는 폐품 장수이자 철물상인 콜라르데(Colardet)이다. 오른쪽에는 지팡이를 짚고 터번과 긴 옷을 입은 동양인 남자가 반쯤 묘사되어 있는데, 이는 "방황하는 유대인"인 게루(Guéroult)를 나타낸다. 등장인물들의 자세와 옷차림은 디에고 벨라스케스나 루이 르 냉에게 영감을 받은 것으로 보인다.
이 그림에는 일련의 암시가 들어가 있다. 실크해트를 쓴 남자는 마네가 3년 전에 그린 《압생트를 마시는 사람》과 동일한 인물이며, 이 그림에 특별한 이유 없이 다시 등장한다. 또한, 밀짚모자를 쓴 소년은 앙투안 바토의 《피에로》에서 영감을 받았다.

## 참고 문헌
- Blake, Nigel; Frascina, Francis (1993). 〈Modern Practices of Art and Modernity〉. 《Modernity and Modernism : French Painting in the Nineteenth Century》. New Haven: Yale University Press. ISBN 0-300-05514-5 – the Internet Archive 경유.
- Fried, Michael (1996). 《Manet's Modernism, or The Face of Painting in the 1860s》. Chicago, London: University of Chicago Press. ISBN 0-226-26217-0.